# Наш чесний хліб
«Наш чесний хліб» (рос. «Наш честный хлеб») — український радянський художній фільм 1964 року. Повнометражний дебют режисерки Кіри Муратової.
Займає 71-у позицію у списку 100 найкращих фільмів в історії українського кіно.

## Сюжет
Керівництво приймає рішення звільнити Макара Задорожного з посади голови колгоспу та дати йому путівку на відпочинок; його місце займає його син Сашко. Однак, самовпевненому юнакові бракує досвіду, він не зважає на думки оточуючих, що призводить до можливої загрози повного розвалу колгоспного господарства. Звістки про ці прикрості доходять й до Макара, що перервавши лікування повертається до рідного села й допомагає своєму синові подолати помилки.

## Виробництво
Після закінчення Всеросійського державного інституту кінематографії Кіра Муратова, спільно зі своїм першим чоловіком Олександром Муратовим, привезли до Одеси власний сценарій фільму «Втеча», але на кіностудії відмовили, обґрунтувавши це тим, що таке кіно не на часі. Молодому подружжю запропонували екранізувати сценарій Івана Бондіна: історію про село, яку на той момент партійне керівництво вимагало від студії вже майже три роки. Муратови переробили вже готовий сценарій та створили першу версію фільму з куди менш прямолінійними чисельними ідеологічними моментами. Проте, вона викликала справжній скандал, «Наш чесний хліб» кілька разів відмовлялися випускати у широкий прокат. Від режисерів вимагали внести понад шістдесят різноманітних правок. Створення другої версії фільму зайняло три роки, після чого врешті-решт стрічка була випущена у широкий прокат, де пройшла майже не поміченою.

## У ролях

Кадр з фільму

| Актор                | Роль                                                          |
| -------------------- | ------------------------------------------------------------- |
| Дмитро Мілютенко     | голова колгоспу Макар Задорожний                              |
| Олег Фандера         | син Макара Олександр Задорожний                               |
| Любов Калюжна        | дружина Макара Марія                                          |
| Петро Любешкін       | секретар райкому партії Іван Рачук                            |
| Геннадій Юхтін       | тракторист та член керівництва Федір                          |
| Марчелла Чеботаренко | доярка Катя                                                   |
| Людмила Карауш       | доярка та подруга Каті Люська                                 |
| Галина Бутовська     | доярка та базарна продавчиня Надія Павлівна (Галчиха)         |
| Віктор Мірошниченко  | шофер, член керівництва та механізатор Степан ("Шестєрьонка") |
| Юрій Тавров          | член керівництва, друг Степана, Люськин кавалер Міша          |

## Творча група
- Автор сценарію: Іван Бондін
- Режисери-постановники: Кіра Муратова, Олександр Муратов
- Оператори-постановники: Олександр Рибін, Юрій Романовський
- Художник-постановник: Михайло Заяць
- Композитори: Леонід Бакалов, Борис Карамишев
- Режисер: І. Скиба
- Художник по костюмах: Г. Заславський
- Художник по гриму: В'ячеслав Лаферов
- Оператор комбінованих зйомок: Борис Мачерет
- Звукооператор: Ігор Скіндер
- Режисер монтажу: Ольга Харькова
- Редактори: Анатолій Черченко, Євгенія Рудих
- Оркестр Одеської державної філармонії, диригент — Борис Карамишев
- Директор картини: В. Сенаткіін